# Якимовка (станция)
Яки́мовка (укр. Яки́мівка) — промежуточная железнодорожная станция 5-го класса Запорожской дирекции Приднепровской железной дороги на линии Федоровка - Джанкой между станциями Тащенак (17 км) и Сокологорное (26 км).
Расположена в одноименном поселке городского типа Мелитопольского района Запорожской области, станция обслуживает Акимовский элеватор.

## История
Станция открылась в 1874 году во время прокладки главного хода частной Лозово-Севастопольской железной дороги на участке Александровск – Джанкой.
В 1970 году станция электрифицирована постоянным током (=3 кВ) в составе участка Мелитополь - Симферополь.

## Возобновление
С 1 февраля 2016 года администрация Приднепровской железной дороги согласовала возобновление остановки ночному скорому поезду «Харьков» № 81/82 сообщением Харьков — Новоалексеевка в посёлке городского типа Акимовка, которое расположено за 42 км от пгт Кирилловки.
Эксперимент оказался удачным и поезд начал совершать тарифную остановку на станции Акимовка. Также на станции останавливается двухгрупповой ночной скорый поезд № 85/87-86/88 сообщением Львов, Ковель — Новоалексеевка, курсирующая круглый год.
Летом назначается несколько дополнительных пассажирских поездов сезонного курсирования с остановкой на станции.